# Promérops de Gurney
Promerops gurneyi
Espèce
Statut de conservation UICN

 NT  : Quasi menacé
Le Promérops de Gurney (Promerops gurneyi) est une espèce de passereau appartenant à la famille des Promeropidae.
Cet oiseau est nommé en honneur de l'ornithologue britannique John Henry Gurney (1819-1890).

## Habitat
Il habite les forêts sèches subtropicales ou tropicales, les savanes sèches et les zones de broussaille de type méditerranéen.

## Répartition et sous-espèces
Selon la classification de référence du Congrès ornithologique international (15.1, 2025) il se répartit en deux sous-espèces :
- Promerops gurneyi ardens Friedmann, 1952 — plateau de Manica ;
- Promerops gurneyi gurneyi Verreaux, J 1871 — Transvaal, est du Lesotho et de l'Afrique du Sud.